# ドンリー郡 (テキサス州)
ドンリー郡（ドンリーぐん、英: Donley County）は、アメリカ合衆国テキサス州の北部に位置する郡である。2010年国勢調査での人口は3,677人であり、2000年の3,829人から3.9%減少した。郡庁所在地はクラレンドン市（人口2,026人）であり、同郡で人口最大の都市でもある。郡名はフロンティアの弁護士ストックトン・P・ドンリーに因んで名付けられた。

## 歴史
伝説の牛貴族チャールズ・グッドナイトが晩年をドンリー郡で過ごした。また歴史家で『JA牧場の歴史』を著したハーリー・トルー・バートンの家もあったが、それはグッドナイトがそれ以前に共同所有していたものだった。バートンはクラレンドン・カレッジの学長であり、1955年から1963年までクラレンドン市長を務めた。郡内の他、ホール郡、ブリスコ郡、アームストロング郡に跨ってJA牧場がある。
ドンリー郡にはまた共和党のアメリカ合衆国下院議員マック・ソーンベリーの家もある。
航空機の歴史家ランディ・アコード（1919年-2008年）は元々ドンリー郡出身だった。
元はウェスタンの音楽家ハロルド・ドウ・バグビーと、やはり音楽家で2番目の妻オリーブ・バンドルフ・バグビーが所有していた牧場が郡内にある。

## 地理
アメリカ合衆国国勢調査局に拠れば、郡域全面積は933平方マイル (2,416.5 km2)であり、このうち陸地930平方マイル (2,408.7 km2)、水域は3平方マイル (7.8 km2)で水域率は0.35%である。
郡内を抜けるアメリカ国道287号線沿いに現代的サービスエリアがあり、無料で公衆無線LANが使える。

### 主要高規格道路
- アメリカ国道287号線
- テキサス州道70号線
- テキサス州道273号線

### 隣接する郡
- グレイ郡 - 北
- コリングズワース郡 - 東
- ホール郡 - 南
- ブリスコ郡 - 南西
- アームストロング郡 - 西

## 人口動態
以下は2000年の国勢調査による人口統計データである。
| 基礎データ - 人口: 3,828人 - 世帯数: 1,578 世帯 - 家族数: 1,057 家族 - 人口密度: 2人/km2（4人/mi2） - 住居数: 2,378軒 - 住居密度: 1軒/km2（3軒/mi2） 人種別人口構成 - 白人: 91.41% - アフリカン・アメリカン: 3.94% - ネイティブ・アメリカン: 0.89% - アジア人: 0.10% - その他の人種: 2.72% - 混血: 0.94% - ヒスパニック・ラテン系: 6.35% 年齢別人口構成 - 18歳未満: 22.4% - 18-24歳: 9.8% - 25-44歳: 20.6% - 45-64歳: 25.5% - 65歳以上: 21.7% - 年齢の中央値: 43歳 - 性比（女性100人あたり男性の人口） - 総人口: 94.4 - 18歳以上: 91.7 | 世帯と家族（対世帯数） - 18歳未満の子供がいる: 24.8% - 結婚・同居している夫婦: 56.7% - 未婚・離婚・死別女性が世帯主: 7.5% - 非家族世帯: 33.0% - 単身世帯: 31.4% - 65歳以上の老人1人暮らし: 17.0% - 平均構成人数 - 世帯: 2.30人 - 家族: 2.86人 収入と家計 - 収入の中央値 - 世帯: 29,006米ドル - 家族: 37,287米ドル - 性別 - 男性: 24,375米ドル - 女性: 18,882米ドル - 人口1人あたり収入: 15,958米ドル - 貧困線以下 - 対人口: 15.9% - 対家族数: 10.5% - 18歳未満: 20.9% - 65歳以上: 15.9% |

## 都市と町

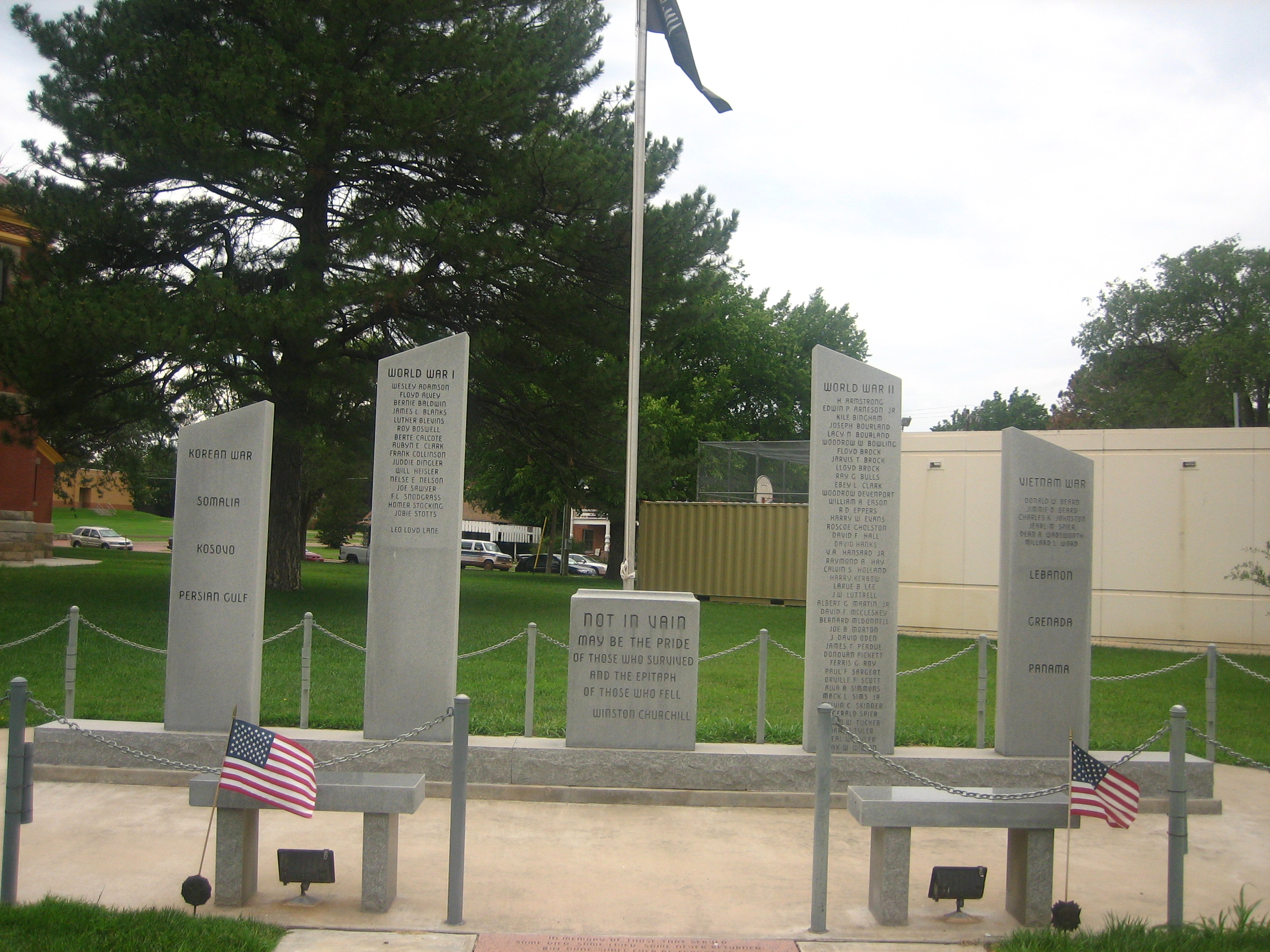
ドンリー郡庁舎前の退役兵記念碑

### 都市
- クラレンドン - 郡庁所在地
- ヘドリー
- ハワードウィック

### 未編入領域
- レリアレイク